# Belfry
Belfry ("belfort") is een plaats (census-designated place) in de Amerikaanse staat Montana, en valt bestuurlijk gezien onder Carbon County.

## Demografie
Bij de volkstelling in 2000 werd het aantal inwoners vastgesteld op 219.

## Geografie
Volgens het United States Census Bureau beslaat de plaats een oppervlakte van
4,9 km², geheel bestaande uit land. Belfry ligt op ongeveer 1177 m boven zeeniveau.

## Galerij

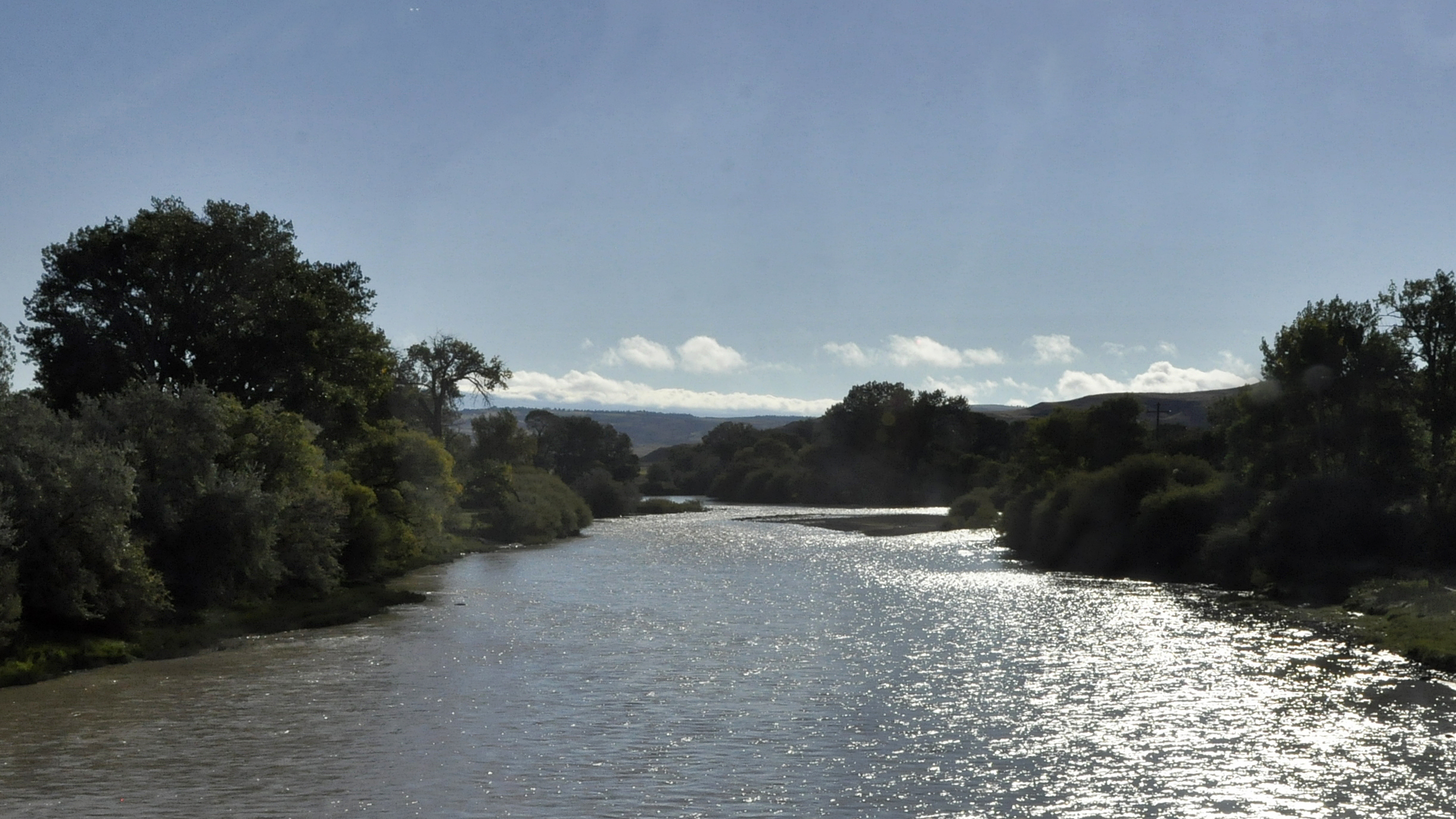
Clark Fork River bij Belfry
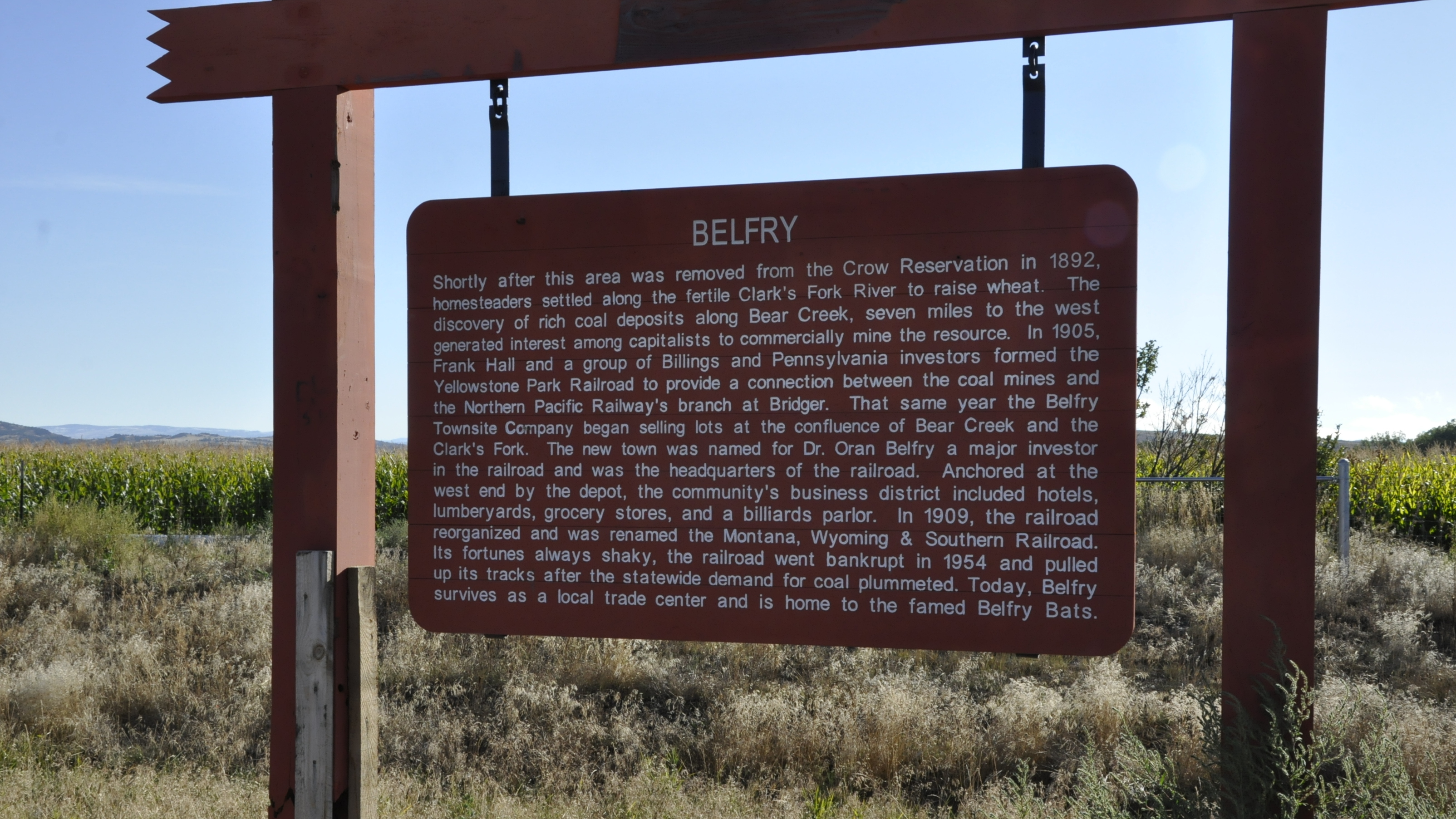
Belfry
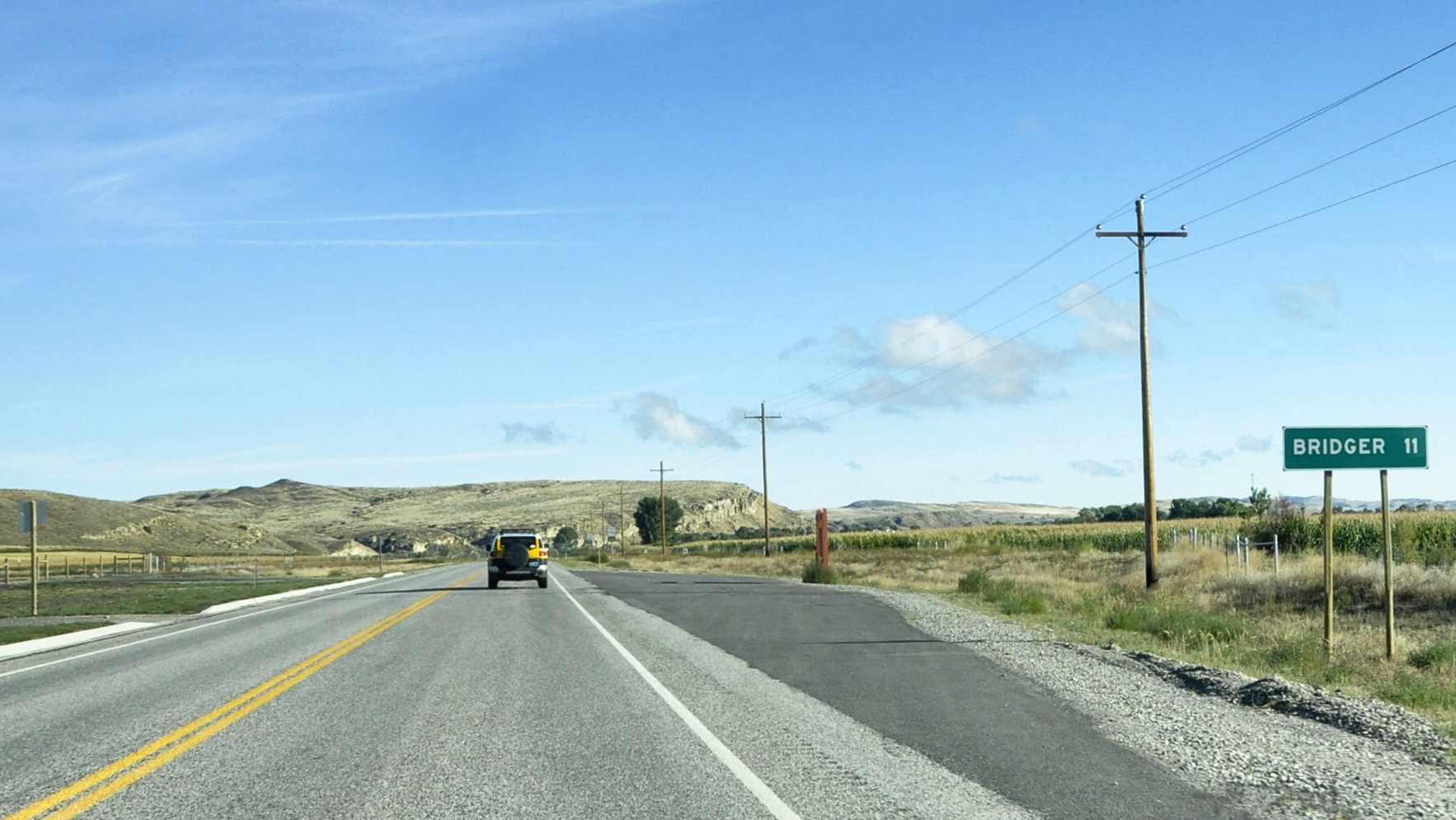
Belfry
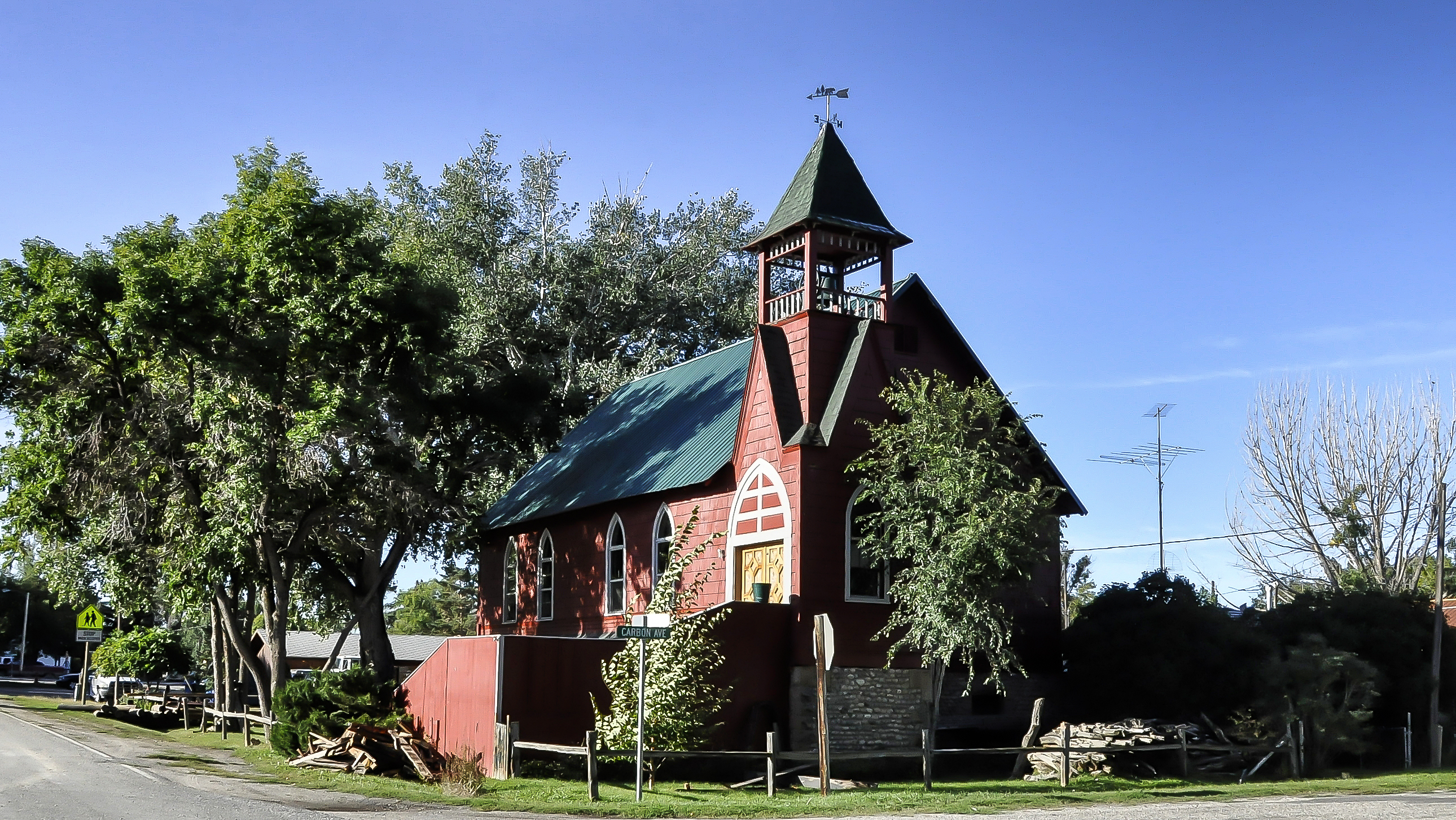
Belfry
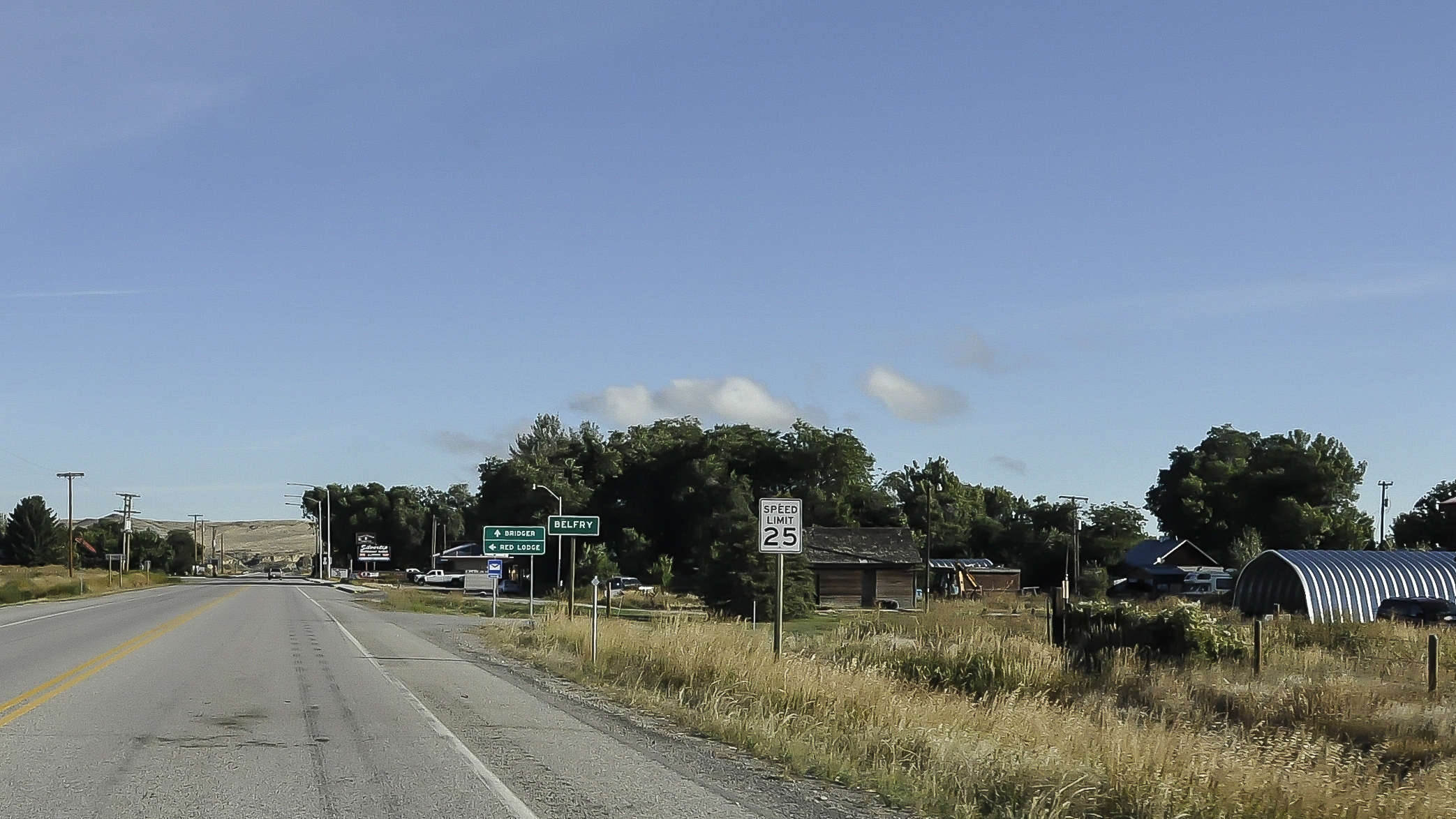
Belfry
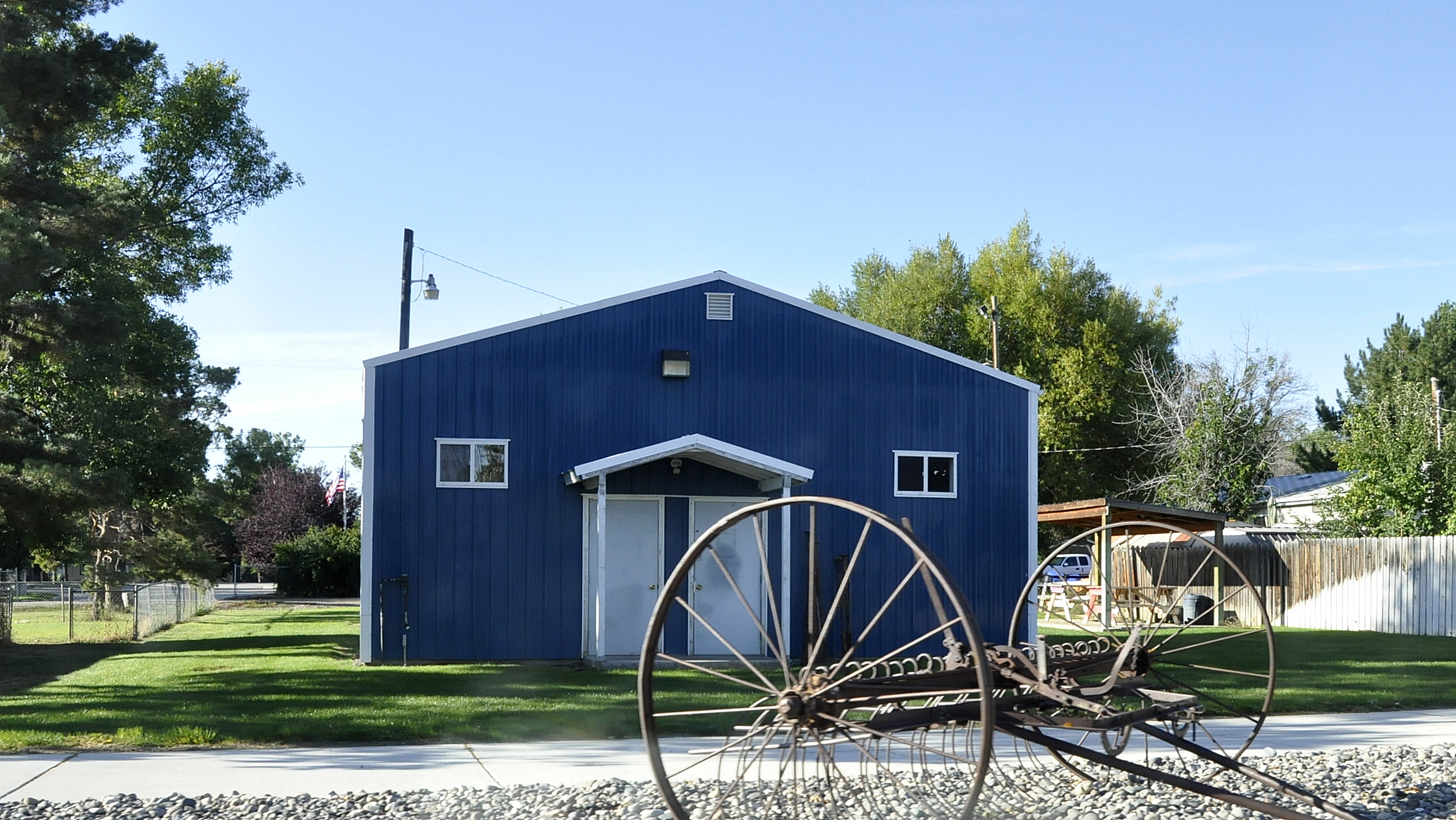
Belfry

## Plaatsen in de nabije omgeving
De onderstaande figuur toont nabijgelegen plaatsen in een straal van 36 km rond Belfry.